# Фридрих II фон Льовенщайн
Фридрих II фон Льовенщайн (на немски: Friedrich II von Löwenstein; * 22 август 1528, † 5 юни 1569) от род Вителсбахи, е граф на Льовенщайн.

## Живот
Той е вторият син на граф Фридрих I фон Льовенщайн (1502 – 1541) и съпругата му Хелена фон Кьонигсег (1509 – 1566). Брат е на граф Волфганг II фон Льовенщайн-Шарфенек (1527 – 1571), на граф Лудвиг III фон Льовенщайн (1530 – 1611), на Албрехт (1536 – 1587) и на Емеренция (1531 – 1565), омъжена 1559 г. за Куно фон Винебург и Байлщайн. Внук е на граф Лудвиг I фон Льовенщайн (1463 – 1524) и Хелена фон Кьонигсег (1509 – 1566). Правнук е на курфюрст Фридрих I фон Пфалц (1425 – 1476) и втората му съпруга (морганатичен брак) Клара Тот (1440 – 1520).
Фридрих II се жени през 1561 г. за Амалия фон Баден-Пфорцхайм-Дурлах (* февруари 1513, † 1594), дъщеря на маркграф Ернст фон Баден-Дурлах и съпругата му Елизабет фон Бранденбург-Ансбах-Кулмбах. Бракът е бездетен.